# Sasebo
Sasebo (佐世保市 Sasebo–ši) je speciální město (特例市 tokureiši) v prefektuře Nagasaki na západě japonského ostrova Kjúšú. Sasebo bylo od konce 19. století až do konce druhé světové války významnou základnou císařského námořnictva – nacházely se tu Sasebo kaigun kóšó (佐世保海軍工廠), jeden z pěti arzenálů císařského námořnictva, a Sasebo čindžufu (佐世保鎮守府), jedna ze čtyř hlavních námořních základen. Díky hlubokomořskému přístavu a strategické poloze nedaleko Koreje a Číny hrálo Sasebo významnou roli v první čínsko–japonské, rusko–japonské i druhé čínsko–japonské válce. Koncem druhé světové války bylo Sasebo několikrát bombardováno (7./8. července 1944, 28./29. června, 31. července a 10. srpna 1945). Po druhé světové válce zde americké námořnictvo založilo U.S. Fleet Activities Sasebo – jednu z vojenských základen USA v Japonsku. Vedle toho je Sasebo jednou ze základen japonských námořních sil sebeobrany.
Součástí města je i národní park Saikai (西海国立公園) a v jižní části města se nachází zábavní park Huis Ten Bosch s napodobeninami nizozemských staveb.

## Partnerská města
- Albuquerque, Nové Mexiko, USA
- Coffs Harbour, Austrálie
- Kokonoe, Japonsko
- Sia-men, Čínská lidová republika

## Stavby
- Hario Radio Tower